# Brucheville
Brucheville is een plaats en voormalige gemeente in het Franse departement Manche in de regio Normandië en telt 155 inwoners (2005).

## Geschiedenis
De gemeente behoorde tot het kanton Sainte-Mère-Église tot dat op 22 maart 2015 werd opgeheven en de gemeenten werden opgenomen in het kanton Carentan. Op 1 januari 2019 ging de gemeente op in de op 1 januari 2016 gevormde commune nouvelle Carentan-les-Marais

## Geografie
De oppervlakte van Brucheville bedraagt 12,7 km², de bevolkingsdichtheid is 12,2 inwoners per km².
De onderstaande kaart toont de ligging van Brucheville met de belangrijkste infrastructuur en aangrenzende gemeenten.

## Demografie
Onderstaande figuur toont het verloop van het inwonertal (bron: INSEE-tellingen).

 Angoville-au-Plain · Brévands · Brucheville · Carentan · Catz · Houesville · Montmartin-en-Graignes · Saint-Côme-du-Mont · Saint-Hilaire-Petitville · Saint-Pellerin · Les Veys · Vierville